# Церово (Никшић)
Церово је насеље у општини Никшић у Црној Гори. Према попису из 2003. било је 162 становника (према попису из 1991. било је 164 становника).

## Демографија
У насељу Церово живи 128 пунолетних становника, а просечна старост становништва износи 40,6 година (39,6 код мушкараца и 41,5 код жена). У насељу има 55 домаћинстава, а просечан број чланова по домаћинству је 2,95.
Ово насеље је углавном насељено Црногорцима (према попису из 2003. године), а у последња три пописа, примећен је пад у броју становника.
|  |

| Демографија | Демографија | Демографија |
| Година      | Становника  | Становника  |
| ----------- | ----------- | ----------- |
|             |             |             |
|             |             |             |
|             |             |             |
|             |             |             |
| 1948.       | 474         |             |
| 1953.       | 493         |             |
| 1961.       | 445         |             |
| 1971.       | 283         |             |
| 1981.       | 208         |             |
| 1991.       | 164         | 164         |
| 2003.       | 163         | 162         |
|             |             |             |

| Етнички састав према попису из 2003.‍ | Етнички састав према попису из 2003.‍ | Етнички састав према попису из 2003.‍ | Етнички састав према попису из 2003.‍ | Етнички састав према попису из 2003.‍ |
| ------------------------------------ | ------------------------------------ | ------------------------------------ | ------------------------------------ | ------------------------------------ |
|                                      |                                      |                                      |                                      |                                      |
| Црногорци                            | Црногорци                            |                                      | 120                                  | 74,07%                               |
| Срби                                 | Срби                                 |                                      | 30                                   | 18,51%                               |
| непознато                            | непознато                            |                                      | 0                                    | 0,0%                                 |

| Година пописа     | 1948. | 1953. | 1961. | 1971. | 1981. | 1991. | 2003. |
| ----------------- | ----- | ----- | ----- | ----- | ----- | ----- | ----- |
| Број домаћинстава | 120   | 113   | 124   | 73    | 64    | 54    | 55    |

| Број чланова      | 1  | 2  | 3  | 4 | 5 | 6 | 7 | 8 | 9 | 10 и више | Просек |
| ----------------- | -- | -- | -- | - | - | - | - | - | - | --------- | ------ |
| Број домаћинстава | 55 | 16 | 15 | 7 | 2 | 8 | 3 | 3 | 1 | 0         | 0      |

| Пол    | Укупно | Неожењен/Неудата | Ожењен/Удата | Удовац/Удовица | Разведен/Разведена | Непознато |
| ------ | ------ | ---------------- | ------------ | -------------- | ------------------ | --------- |
| Мушки  | 62     | 25               | 33           | 1              | 3                  | 0         |
| Женски | 71     | 23               | 33           | 11             | 4                  | 0         |
| УКУПНО | 133    | 48               | 66           | 12             | 7                  | 0         |

| Пол    | Укупно                    | Пољопривреда, лов и шумарство | Рибарство                            | Вађење руде и камена | Прерађивачка индустрија       |
| ------ | ------------------------- | ----------------------------- | ------------------------------------ | -------------------- | ----------------------------- |
| Мушки  | 23                        | 7                             | 0                                    | 2                    | 1                             |
| Женски | 12                        | 1                             | 0                                    | 1                    | 1                             |
| УКУПНО | 35                        | 8                             | 0                                    | 3                    | 2                             |
| Пол    | Производња и снабдевање   | Грађевинарство                | Трговина                             | Хотели и ресторани   | Саобраћај, складиштење и везе |
| Мушки  | 6                         | 1                             | 0                                    | 0                    | 2                             |
| Женски | 0                         | 0                             | 3                                    | 1                    | 0                             |
| УКУПНО | 6                         | 1                             | 3                                    | 1                    | 2                             |
| Пол    | Финансијско посредовање   | Некретнине                    | Државна управа и одбрана             | Образовање           | Здравствени и социјални рад   |
| Мушки  | 0                         | 1                             | 1                                    | 2                    | 0                             |
| Женски | 0                         | 1                             | 0                                    | 3                    | 1                             |
| УКУПНО | 0                         | 2                             | 1                                    | 5                    | 1                             |
| Пол    | Остале услужне активности | Приватна домаћинства          | Екстериторијалне организације и тела | Непознато            | Непознато                     |
| Мушки  | 0                         | 0                             | 0                                    | 0                    | 0                             |
| Женски | 0                         | 0                             | 0                                    | 0                    | 0                             |
| УКУПНО | 0                         | 0                             | 0                                    | 0                    | 0                             |